# 山女魚 (宮沢昭のアルバム)
『山女魚』（やまめ）は、1962年に発表された宮沢昭のアルバム。

## 解説
宮沢昭の初のリーダー・アルバム。戦後、宮沢はビッグバンドでの活動を皮切りに1950年代から守安祥太郎や穐吉敏子のグループ、ジョージ川口率いるビッグ・フォアなどのコンボを経て、1960年代から自己のグループでの活動を始めた。
本作は1962年に久保田二郎のプロデュースにより制作されたアルバムで、A面の4曲は四人編成、B面の3曲は九人編成による演奏が収録されている。収録曲は宮沢と八木正生がそれぞれ書き下ろしたオリジナルにスタンダード・ナンバーとジョン・コルトレーンの楽曲で構成されている。八木の楽曲はフランス語のタイトルで「香しきたそがれ」と名付けられている。
ジャケット写真の撮影は一村哲也による。宮沢のオリジナル楽曲のタイトルは淡水魚のヤマメをはじめ、趣味の釣りにちなんだものが多いが、「メモリーズ・スルー・シック・グラセズ」は盟友、守安祥太郎を偲んで書かれたものである。アルバム・タイトルも初発売時には『AKIRA MIYAZAWA』であったが、1977年の再発売時からはレコードのラベル紙に「山女魚」と書かれるようになり、以来このタイトルが定着している。

## 収録曲
| #         | タイトル                           | 作詞      | 作曲             | 時間 |
| --------- | ---------------------------------- | --------- | ---------------- | ---- |
| 1.        | 「Yamame」                         |           | Akira Miyazawa   | 5:46 |
| 2.        | 「Memories Through Thick Glasses」 |           | Akira Miyazawa   | 5:15 |
| 3.        | 「Fly Casting」                    |           | Akira Miyazawa   | 5:48 |
| 4.        | 「Like Someone in Love」           |           | Jimmy Van Heusen | 4:17 |
| 5.        | 「Out of Nowhere」                 |           | Johnny Green     | 6:28 |
| 6.        | 「Le Crepuscule Embaume」          |           | Masao Yagi       | 6:20 |
| 7.        | 「Like Sonny」                     |           | John Coltrane    | 6:11 |
| 合計時間: | 合計時間:                          | 合計時間: | 40:05            |      |

## 演奏者
- 宮沢昭（テナー・サックス）
- 渡辺貞夫（アルト・サックス、フルート）#5～#7
- 仲野彰（トランペット、フリューゲルホルン）#5～#7
- 東本安博（トロンボーン）#5～#7
- 松本光彦（トロンボーン）#5～#7
- 青木武（バス・トロンボーン）#5～#7
- 佐藤允彦（ピアノ）
- 原田政長（ベース）
- 原田寛治（ドラムス）#1～#4
- 猪俣猛（ドラムス）#5～#7

## 発売履歴
- 1962年 ‐ アナログレコード：KC-20（モノラル）キングレコード
- 1962年 ‐ アナログレコード：SKJ-1001（ステレオ、以下同）キングレコード
- 1977年 ‐ アナログレコード：SKA-3002　キングレコード
- 1982年 ‐ アナログレコード：K20P-6110　キングレコード
- 1994年 ‐ アナログレコード：WWLJ-7105　WAVE
- 2007年 ‐ CD：THCD-039　DIW
- 2012年 ‐ CD：KICJ-2278　キングレコード
- 2018年 ‐ CD：KICJ-2641　キングレコード

## 受賞歴
- スイングジャーナル誌選定ゴールド・ディスク